# Kościół św. Mikołaja w Grodzisku nad Prosną
Kościół Świętego Mikołaja – katolicki kościół parafialny z 1806 roku, zlokalizowany w Grodzisku w powiecie pleszewskim.

## Historia
W XII wieku żona księcia wielkopolskiego Mieszka III Starego Eudoksja podarowała Grodzisko miechowskim bożogrobcom, zobowiązując ich do założenia klasztoru. Bożogrobcy byli właścicielami wsi w latach 1255-1566. Parafię prowadzili jednak aż do 1819 roku. Obecny kościół pw. św. Mikołaja wzniesiono w latach 1802-1806. Była to fundacja dziedziców pobliskich dóbr Sułkowskich. W 1890 dobudowano dwukondygnacyjna wieżę.

## Architektura i wystrój
Świątynia jest murowana, otynkowana, jednonawowa, utrzymana w stylu klasycystycznym. Prezbiterium jest węższe od nawy, zamknięte wielobocznie. W przedniej części budowli znajduje się wieża z latarnią i cebulastym hełmem. Zakrystia przylega do korpusu budowli od strony północnej. Kościół posiada kolebkowe sklepienie, wsparte na gurtach. Łuk tęczowy zdobi polichromia autorstwa Tadeusza Popiela z 1913 roku. Kościół posiada trzy klasycystyczne ołtarze. Z XIX wieku pochodzą chrzcielnica i ambona.

## Obraz Matki Bożej
Od 1620 roku w parafii czczony jest wizerunek Matki Bożej z Dzieciątkiem malowany na desce. Przedstawienie Maryi zbliżone jest do znanego z obrazu Matki Bożej Gostyńskiej. Obraz posiada barokową sukienkę ufundowaną w 1729 przez kanonika miechowskiego Floriana Buydeckiego. Dokumenty z XVII-XVIII odnotowują otrzymane łaski przez czcicieli Matki Boskiej Grodziskiej.